# Broby församling, Linköpings stift
Broby församling var en församling i Linköpings stift inom Svenska kyrkan. Församlingen uppgick omkring 1700 i Strå församling. Församlingen hade en egen kyrka som var riven i början av 1600-talet. Stenarna från kyrkan användes till den närliggande fastigheten Åbylund. Namnet kommer från att det fanns en bro över Mjölnaån.

## Administrativ historik
Församlingen hade medeltida ursprung och en kyrkoherde omnämns 1208.
Församlingen var till omkring 1550 annexförsamling i pastoratet Strå och Broby, därefter till omkring 1700 annexförsamling i pastoratet Vadstena, Sankt Per, Strå och Broby. Omkring 1700 införlivades Broby församling i Strå församling.
Broby socken finns uppdagen i Vadstena klosters jordebok från 1447 med gårdarna Broby, Åby och Älvestad men 1457 var Älvestad placerat i Strå socken.

## Kyrkoherdar
Lista över kyrkoherdar i församlingen.
| Ämbetstid | Namn     | Levnadstid | Övrigt   |
| --------- | -------- | ---------- | -------- |
| 1208      | Johannes |            | Curatus. |
| 1409      | Knut     |            | Curatus. |